# Mission (varietat d'olivera)
La mission és una varietat d'olivera dels Estats Units introduïda a la Província de Las Californias del Virregnat de Nova Espanya (Califòrnia avui en dia), al segle xviii pels missioners franciscans.
El temps que tarda a entrar en producció des de la plantació és com la mitjana de les altres varietats. Floreix a les darreries de maig, lleugerament més tard que la majoria de les varietats. No li calen pol·linitzadors d'altres varietats, ja que té el seu pol·len auto-compatible. La productivitat és mitjana i alterna, ja que es veu afectada pel fenomen de la contranyada, i és de fàcil recol·lecció mecanitzada amb vibradors. L'època de maduració de l'oliva, que té un pes mitjà d'entre 2 i 4 grams, és tardana respecte a altres varietats, i serveix per menjar com per a fer oli. Ha disminuït molt el seu ús, ja que ha estat substituïda en gran part per la varietat Manzanilla també conreada a Califòrnia.